# Hubert Blaine Wolfeschlegelsteinhausenbergerdorff, Sr.
Hubert Blaine Wolfeschlegelsteinhausenbergerdorff, Sr. (* 4. August 1914 in Bergedorf bei Hamburg; † 24. Oktober 1997 in Philadelphia, Pennsylvania) war ein US-Amerikaner, der den Rekord für den längsten jemals vergebenen Familiennamen hielt und damit im Guinness-Buch der Rekorde vertreten war.

## Leben
Hubert Blaine Wolfeschlegelsteinhausenbergerdorff wurde in Bergedorf (heute ein Stadtteil von Hamburg) geboren. Als Geburtsdatum wird auch oft der 29. Februar 1904 genannt. Später emigrierte er in die Vereinigten Staaten und ließ sich in Philadelphia nieder. Er arbeitete als Schriftsetzer und trat 1942 in die US-Army ein.

## Name
Sein vollständiger Name erschien erstmals 1938 im Telefonbuch von Philadelphia und in einem Gerichtsbeschluss vom 25. Mai desselben Jahres.
Sein Sohn Hubert Blaine Jr. (* 1952) konnte laut einem Artikel der Gettysburg Times bereits im Alter von drei Jahren den vollständigen Familiennamen buchstabieren. Daneben hat er einen zweiten Sohn namens Timothy Wayne.
Wolfeschlegelsteinhausenbergerdorff hatte insgesamt 26 Vornamen, jeweils einen für jeden Buchstaben des Alphabets. Die Länge seines Familiennamens variiert je nach Quelle zwischen 590 und 666 Buchstaben. Sein vollständiger Name lautete:
Adolph Blaine Charles David Earl Frederick Gerald Hubert Irvin John Kenneth Lloyd Martin Nero Oliver Paul Quincy Randolph Sherman Thomas Uncas Victor William Xerxes Yancy Zeus Wolfeschlegelsteinhausenbergerdorffwelchevoralternwarengewissenhaftschaferswessenschafewarenwohlgepflegeundsorgfaltigkeitbeschutzenvorangreifendurchihrraubgierigfeindewelchevoralternzwolfhunderttausendjahresvorandieerscheinenvonderersteerdemenschderraumschiffgenachtmittungsteinundsiebeniridiumelektrischmotorsgebrauchlichtalsseinursprungvonkraftgestartseinlangefahrthinzwischensternartigraumaufdersuchennachbarschaftdersternwelchegehabtbewohnbarplanetenkreisedrehensichundwohinderneuerassevonverstandigmenschlichkeitkonntefortpflanzenundsicherfreuenanlebenslanglichfreudeundruhemitnichteinfurchtvorangreifenvorandererintelligentgeschopfsvonhinzwischensternartigraum, Senior.
Der Name besteht aus vielen Elementen, die zusammen eine epische Erzählung ergeben: "Wolfe-schlegel-stein-hausen-berger-dorff-welche-vor-altern-waren-gewissenhaft-schafers-wessen-schafe-waren-wohl-gepflegte-und-sorgfältigkeit-beschützen-vor-angreifen-durch-ihr-raubgierig-feinde-welche-vor-altern-zwölfhunderttausend-jahres-voran-die-erscheinen-von-der-erste-erdemensch-der-raumschiff-gemacht-mit-tungstein-und-sieben-iridium-elektrisch-motors-gebrauch-licht-als-sein-ursprung-von-kraft-gestart-sein-lange-fahrt-hinzwischen-sternartig-raum-auf-der-suchen-nachbarschaft-der-stern-welche-gehabt-bewohnbar-planeten-kreise-drehen-sich-und-wohin-der-neue-rasse-von-verständig-menschlichkeit-konnte-fortpflanzen-und-sich-erfreuen-an-lebenslänglich-freude-und-ruhe-mit-nicht-ein-furcht-vor-angreifen-von-anderer-intelligent-geschöpfe-von-hinzwischen-sternartig-raum".
Als Rufnamen wählte er seinen achten (Hubert) und seinen zweiten Vornamen (Blaine). Seinen Familiennamen verkürzte er meist zu Wolfe+585, Senior.
In den 1970er und 1980er Jahren war Wolfeschlegelsteinhausenbergerdorff regelmäßig mit einem Eintrag im Guinness-Buch der Rekorde vertreten, wobei die Länge seines Namens wiederum variierte. Später wurde die Kategorie „Längster Name“ aus dem Guinness-Buch entfernt.